# Christoph Michael März
Christoph Michael März (* 14. Juli 1956 in Nürnberg; † 9. November 2006) war ein deutscher Altgermanist.

## Leben
Nach dem Besuch des Adam-Kraft-Gymnasiums in Schwabach und des Heinrich-Schliemann-Gymnasiums in Fürth absolvierte Christoph März ab 1975 an der Friedrich-Alexander-Universität Erlangen-Nürnberg ein Lehramtsstudium mit den Fächern Deutsch und Latein und fünf Jahre später ein Magisterstudium (Hauptfach Germanische und Deutsche Philologie, erstes Nebenfach Musikwissenschaft, zweites Nebenfach Latein). Nach der Promotion bei Karl Bertau 1986 hatte er ein einjähriges DFG-Stipendium. Ab 1987 war er Assistent bei Karl Bertau. Nach der Habilitation 1993 hatte er ein Heisenberg-Stipendium (1996–2001). 2001 wurde er Hochschuldozent in Leipzig. 2002 wurde er Professor für Ältere deutsche Literatur mit dem Schwerpunkt Deutsche Literatur und Sprache von den Anfängen bis ins 13. Jahrhundert an der FU Berlin.

## Schriften (Auswahl)
- Frauenlobs Marienleich. Untersuchungen zur spätmittelalterlichen Monodie. Erlangen 1987, ISBN 3-7896-0169-1.
- Die weltlichen Lieder des Mönchs von Salzburg. Texte und Melodien. Tübingen 1999, ISBN 3-484-89114-9.
- als Herausgeber mit Lorenz Welker und Andreas Haug: Der lateinische Hymnus im Mittelalter. Überlieferung – Ästhetik – Ausstrahlung. Kassel 2004, ISBN 3-7618-1711-8.
- als Herausgeber mit Lorenz Welker und Nicola Zotz: „Ieglicher sang sein eigen ticht“. Germanistische und musikwissenschaftliche Beiträge zum deutschen Lied im Mittelalter. Wiesbaden 2011, ISBN 3-89500-360-3.